# Marie Bieblová

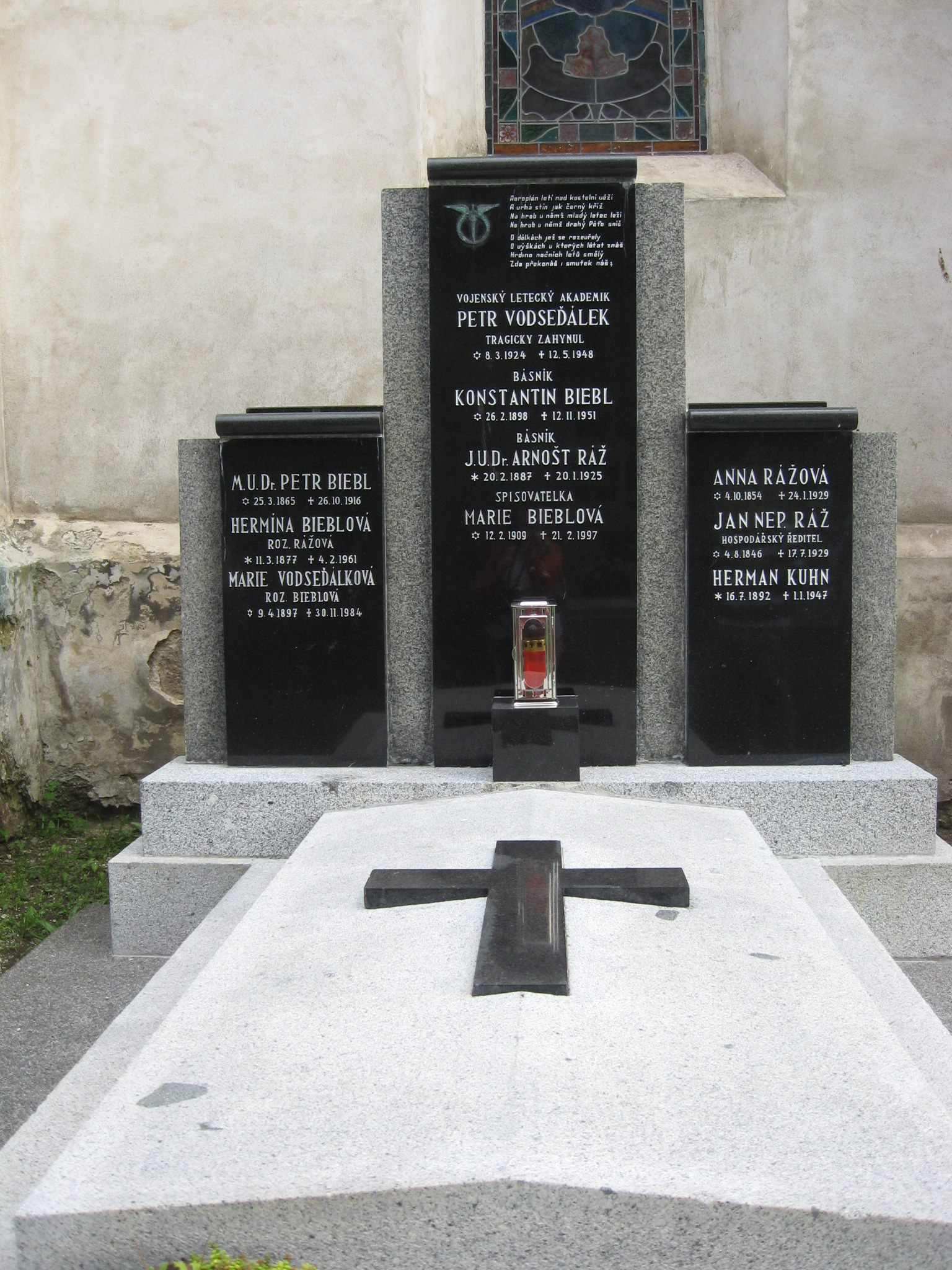
Hrob rodiny Bieblů

Marie Bieblová, rozená Bulovová (12. února 1909 Louny – 21. února 1997 Praha) byla česká spisovatelka, básnířka a překladatelka, manželka básníka Konstantina Biebla.

## Život a tvorba
Narodila se do rodiny Karla Bulovy, lounského velkoobchodníka v železářství a jeho manželky Jaroslavy, rozené Malecové. Po nižší reálce, kterou absolvovala v Lounech, vystudovala Československou obchodní akademii v Praze a po maturitě složila státní zkoušku z němčiny a francouzštiny. Soukromě se učila hře na klavír, mj. u Jana Heřmana.
Už za studií byla v kontaktu s levicovou avantgardní skupinou lounských rodáků, k nimž se řadili Konstantin Biebl, Karel Konrád, Cyril Purkyně a Václav a Josef Běhounkové. Později se k nim přidali také Karel Teige, Vít Obrtel a surrealista a přírodovědec Bohuslav Brouk, který se v roce 1940 oženil s Mariinou sestrou Miroslavou. Stýkala se také se členy Devětsilu. V letech 1928–1929 studovala v Paříži.
Roku 1931 se provdala za Konstantina Biebla. Mladý básník byl díky zámožnosti rodiny své ženy dobře zajištěný, nicméně jejich sňatek nebyl šťastný, protože Biebl udržoval vztahy i s jinými ženami. Marie Bieblová se také pokoušela psát poezii, a to především pod vlivem strýce svého manžela, básníka a advokáta Arnošta Ráže.
V letech 1929–1945 pracovala jako obchodní vedoucí otcova podniku v Lounech. Tehdy už však její otec nežil, zemřel vlastní rukou v roce 1940, aby se vyhnul nacistické perzekuci, neboť byl židovského původu (ovšem evangelického náboženství). Podnik po jeho skonu vedl jeho zeť Zdeněk Heřt. Od roku 1946 byla zaměstnána jako referentka publikačního odboru ministerstva informací a osvěty, kde ještě před ní našel uplatnění i její manžel, v roce 1950 přešla na ministerstvo školství, věd a umění a následně roku 1953 na ministerstvo kultury. Ačkoli tedy oba manželé žili od roku 1946 v Praze, společnou domácnost zde nesdíleli. V letech 1955–1965 pak byla redaktorkou Státního nakladatelství dětské knihy.
Významně ji zasáhla smrt manžela roku 1951, pro Marii již druhá sebevražda velmi blízké osoby. Právě kvůli nim se na přelomu 40. a 50. let stáhla do soukromí. Díky svým přátelům, mezi něž patřili opět Vít Obrtel a Karel Konrád, dále také Jiří Taufer, Vítězslav Nezval, E. F. Burian a Jan Werich, přečkala nebezpečí stalinské perzekuce a s podporou přátel debutovala ve věku 65 let jako básnířka (Pianissimo, 1974).
Po smrti manžela našla partnera v ovdovělém architektovi, básníkovi a návrháři Vítu Obrtelovi.
Své básně publikovala v soudobém tisku, např. v Rudém právu, Novém životě, Literárních novinách, Tvorbě a Literárním měsíčníku. Psala verše ovlivněné krásami rodného kraje, hudbou i osudy svých nejbližších, patrný byl i vliv české avantgardy.
Je autorkou pohádek a meditativní vzpomínkové poezie. Překládala básnickou tvorbu z němčiny (Friedrich Schiller, Max Zimmering, Louis Fürnberg), ruštiny (Nikolaj Alexejevič Někrasov, ukrajinský básník Taras Ševčenko), francouzštiny (Gustave Flaubert, Guillaume Apollinaire, André Breton, Jules Supervielle, Jacques Prévert, René Depestre, Guy Tirolien, Oscar Vladislas de Lubicz-Milosz, Edouard Glissant, Guy Tirolien), slovenštiny a polštiny. Až do počátku 90. let také svou publicistickou tvorbou obhajovala manželův odkaz.

## Dílo

### Poezie
- Pianissimo (1974) – meditativní, vzpomínkově laděné verše
- Ticho a hlas (1982)
- Časování času (1994)
- Divertimento (1994) – skladba